# Rhauderfehn
Rhauderfehn là một đô thị thuộc huyện Leer, bang Niedersachsen, Đức. Đô thị này có diện tích 102,92 km².